# ناتالي غيندرون
ناتالي غيندرون (بالفرنسية: Nathalie Gendron)‏ هي دراجة فرنسية، ولدت في 9 يوليو 1967 في لينغولشيم في فرنسا.

## وصلات خارجية
- ناتالي غيندرون على موقع أرشيف الدراجات (الإنجليزية)
- ناتالي غيندرون على موقع إحصائيات الدراجات الإحترافية (الإنجليزية)
- ناتالي غيندرون على موقع CycleBase (الإنجليزية)